# Tozal del Mallo
El Tozal del Mallo es un pico situado en los Pirineos, en el valle de Ordesa, en el término municipal de Torla-Ordesa (provincia de Huesca). Estribación sur del pico Mondarruego, destaca desde la entrada del valle por su impresionante cara sur a pesar de contar con altura discreta (2280 metros).
La escalada de su cara sur ha sido ambicionada desde mitad de siglo XX. Ya la guía Ollivier en su primera edición recogía una supuesta ascensión realizada en 1944 por J. A. Gavín y José Luis Rodríguez que resultó ser falsa. El primer intento serio corresponde a J. Santacana quien en 1954 consigue llegar a la gran repisa central de la pared, llamada desde entonces Plaza de Cataluña, a través de una travesía desde la parte este de la pared.
Tras una corta vía abierta por J. Gómez y M. Khan en 1955 recorriendo la parte superior del espolón este, fue Jean Ravier junto con el propio M. Khan y otros tres compañeros franceses, quien en la Semana Santa de 1957 logró el primer itinerario completo a la pared. Tras otras vías menores como el espolón oeste y el espolón este completo, la siguiente gran apertura la realizaron en 1960 en dos ataques no simultáneos dos cordadas diferentes; por un lado, Josep Manuel Anglada y F. Guillamón accediendo a la plaza de Cataluña a través de la travesía Santacana abren la parte superior hasta la cima y tres meses después, P. de Bellefon y S. Sarthou abren la parte inferior desde el suelo, dando lugar así a la vía Francoespañola.
En 1963, Alberto Rabadá, Ernesto Navarro y J.J. Díaz logran abrir otra audaz vía a la que dieron el nombre de vía de las Brujas.
Entre otros muchos escaladores que han tenido una actuación destacable en esta pared, abriendo sus diversas vías, se puede mencionar a Raymond Despiau, Miguel Ángel García Gallego o Antonio García Picazo.